# Иуда бен-Саул ибн-Тиббон
Иуда бен-Саул ибн-Тиббон (1120[…], Гарната — около 1190[…] или не ранее 1190, Марсель) — испанский еврейский врач и переводчик. Известен переводом на еврейский язык крупнейших арабских произведений средневековых европейских философов.

## Биография
Родился в Гранате (Испания) в 1120 году. Оставил свой город в 1150 году, вероятно вследствие преследований Алмохадов, и переехал в Люнель (Южная Франция). Вениамин из Туделы упоминает его там как врача в 1160 году.
Был в дружеских отношениях с Мешулламом бен-Яковом и его двумя сыновьями, Ашером и Аароном, которых он в своём завещании рекомендует как друзей своему единственному сыну Самуилу. Он находился также в тесной дружбе с Авраамом бен-Давидом из Поскьера и Зерахьей га-Леви, которого признавал бо́льшим учёным, чем самого себя (он также выразил желание, чтобы сын его дружил с сыном Зерахьи).
Умер после 1190 года.

## Труды

### Переводы

#### «Ховот Алевавот» Бахьи
Упомянутые Мешуллам и его сын Ашер побудили ибн-Тиббона приступить к переводу труда Бахьи «Ховот Алевавот». Первый трактат был закончен в 1161 году. Позже Иосиф Кимхи перевёл остальные десять трактатов и впоследствии также первый.
По настоянию Авраама из Поскьера ибн-Тиббон довёл до конца свой перевод, который один и сохранил своё значение. Перевод Кимхи постепенно утратил свою ценность и наконец пришёл в полное забвение (сохранился только небольшой отрывок).
В предисловии к «Ховот Алевавот» ибн-Тиббон пишет, что не решался перевести книгу, потому что чувствовал недостаточное знание еврейского языка, и приступил к этому труду только уступая просьбам своих друзей. Он прекрасно сознаёт, что своими переводами он обрекает себя на неприязненную критику, как это бывает со всякой новой затеей. Несовершенство предшествующих переводов с арабского на еврейский язык следует, по мнению ибн-Тиббона, приписать тому, что переводчики не знали достаточно хорошо один из двух языков или что они вставляли в свои переводы собственные взгляды вместо мнений авторов. Он полагает также, что еврейский перевод никогда не в состоянии передать ясность арабского оригинала. Переводчик должен, по его утверждению, сначала составить точно-дословную передачу оригинала, а затем несколько раз просмотреть перевод, как будто это его собственное оригинальное сочинение. — Что касается создания новых выражений (в чём ибн-Тиббон имел предшественников) и употребления оборотов и слов из раввинской письменности, то ибн-Тиббон извиняется перед читателем, что это было неизбежно.

#### «Кузари» Галеви
Перевод «Кузари» Иехуды Галеви, составленный ибн-Тиббоном в 1167 году (напечатанный впервые в Фано в 1506 году), также вытеснил предыдущий перевод этого труда Иуды ибн-Кардинала (от него сохранилась лишь маленькая часть) .

#### Другие
Ему принадлежат также переводы:
- «Tikkun Middoth ha-Nefesch» Габироля (напечатан вместе с «Ховот Алевавот» в Константинополе, 1550);
- «Sefer ha-Rikmah» Ибн-Джанаха — перевод первой части из двух — «Kitab al-Luma» («Книга цветочных клумб») — книги ибн-Джанаха «Kitab al-Tankich» («Книга исследования»). Предисловие к переводу представляет интерес для истории еврейской литературы: в нём ибн-Тиббон высказывает свой взгляд на искусство еврейского перевода;
- «Sefer ha-Schoraschim» Ибн-Джанаха (собственно дополнение перевода, начиная с буквы «ламед») — перевод второй части из двух — «Kitab al-Uzul» («Книга корней») — книги ибн-Джанаха «Kitab al-Tankich» («Книга исследования»);
- «Sefer ha-Emunoth we ha-Deoth» (впервые Константинополь, 1562).[8]

### Сочинения
Оригинальными работами ибн-Тиббона были:
- «Sod Zachut ha-Laschon» — о риторике и грамматике, хотя известно только заглавие, причём сомнительно, было ли закончено это сочинение (также сомнительно, написал ли ибн-Тиббон комментарий на последнюю главу Притч);
- «Zawwaah» — нравоучительное завещание, составленное в 1190 году или позже для сына Самуила (опубликовано с биографическим очерком на немецком языке Штейншнейдером, Берлин, 1852, и с английским переводом Эдельмана в «Derech Tobim», Лондон, 1852).